# Halloween of Horror
Halloween of Horror, llamado Halloween del terror en Hispanoamérica y España, es un episodio perteneciente a la vigesimoséptima temporada de la serie animada Los Simpson, emitido el 18 de octubre de 2015 en EE. UU.. y en España el 05 de mayo de 2019.  El episodio fue escrito por Carolyn Omine y dirigido por Mike B. Anderson. 
 Destaca por ser el primer y único episodio canónico hasta la fecha en desarrollar su trama en Halloween, siendo seguido inmediatamente en el orden de episodios por el especial de Halloween de esta temporada.

## Sinopsis
A pocas horas de la noche de Halloween, Homer decora su casa, pretendiendo que sea la mejor decorada de todo Evergreen Terrace, para lo que el técnico de seguridad nuclear ha invertido mucho tiempo y dinero. Buscando mejorar aún más la decoración, acude junto a su familia al nuevo badulaque temporal que, regentado por Apu se mantiene abierto de cara a Hallowe'en, con la idea de adquirir nuevos adornos.

Tras ser embaucado por los trabajadores para estafar a Apu, Homer, con su falta de decoro 
habitual, acaba provocando el despido de estos, quienes le amenazan con tomar represalias por ello. 

De regreso a casa, espoleados por un anuncio, la familia acude a Krustylandia, donde se está celebrando una fiesta temática que acaba aterrorizando a Lisa, influyendo en su vida diaria y trayendo como consecuencia que Homer se vea obligado a retirar los adornos en los que tanto tiempo había invertido, frustrándole y arruinando la fiesta a toda la familia.

Bart y Marge deciden buscar una fiesta alternativa a la que había planeado Homer y tratan de colarse en una muy elitista, de forma infructuosa.
 
Mientras tanto, en la casa, Lisa está cada vez peor, y Homer decide renunciar a celebrar Hallowe'en con su familia y amigos del bar de Moe para quedarse con ella en casa, y ayudarla con sus miedos. Lisa se consuela con un peluche de cola de mofeta, y, cada vez más aterrada, comienza a escuchar ruidos. Pronto, tanto Lisa como su padre escuchan dichos ruidos, y acaban descubriendo que los empleados del badulaque despedidos por culpa de Homer acaban de allanar la casa buscándole, para hacerle pagar por su despido. Encerrados en casa, y aterrorizados ambos, padre e hija deberán vencer sus miedos e ingeniar un plan para librarse de los allanadores.